# 광부들을 지지하는 레즈비언과 게이들
광부들을 지지하는 레즈비언과 게이들(Lesbians and Gays Support the Miners ; LGSM)은 1984-1985년 영국 광부 파업을 지지하기 위해 결성된 단체이다. 파업이 종료되기까지 영국 전역에 11개의 단체가 존재했으며, 설립 지부인 런던 지부에서만 11,000파운드 이상을 모금했다.

## 역사
1984-1985년 영국 광부 파업이 일어나는 동안, 마거릿 대처 정부는 영국 전국 광부 조합(National Union of Mineworkers ; NUM)의 기금을 격리시켜, 파업 지지자들의 후원금 송금을 막았다. 그에 대항하여 파업 지지자들은 영국 전역의 광부 단체들과 직접 자매 결연을 맺게 되었는데, 광부들을 지지하는 레즈비언과 게이들 (LGSM) 도 이 중의 하나이다. 1984년 런던 퀴어 퍼레이드에서 마크 애슈턴과 마이크 잭슨이 광부 파업을 위해 모금한 것을 시작으로, 런던 LGSM 지부는 Gay's the Word 서점을 본부로 사용했으며, 그 외에도 여러 장소에서 모임을 갖고 모금 운동을 벌였다. 런던 지부는 Neath, Dulais, Swansea 라는 마을과 자매 결연을 맺었다. 단체는 파업 노동자 가족들을 위해 약 20,000파운드를 모금하고, 상호 방문을 주최하기도 했다.

1984년 11월에는 LGSM에서 분리되어 나온 레즈비언 그룹이 Lesbians Against Pit Closures 라는 여성들만의 그룹을 조직했으며, 일부 여성들은 LGSM에 남았다.
이들이 개최한 가장 큰 모금 행사는 1984년 12월 10일 캠던타운의 일렉트릭 볼룸에서 열린 "Pits and Perverts" 자선 콘서트로, 브론스키 비트가 출연했다.

## 영향
이 캠페인을 통해 레즈비언, 게이, 바이섹슈얼, 트랜스젠더(LGBT) 와 영국 노동 운동가들 사이에 연대가 형성되었고, 이는 영국 성소수자들의 인권 운동에 큰 도움이 되었다. 광부 노조들은 1985년 런던 퀴어 퍼레이드를 시작으로 여러 성소수자 행사를 홍보하고 참여하였고, 광부 노조의 정치적인 지원 덕분에 1985년 영국 노동당 회의에서는 당 차원에서 성소수자의 권리 보장을 지지하기로 결정되었다.
2014년에는 매튜 워처스 감독이 LGSM의 런던 지부 활동을 영화로 각색하였고, 한국에는 2017년에 런던 프라이드라는 이름으로 개봉하였다.
2015년에는 영화 개봉에 이어, LGSM의 회원들이 활동 30주년을 기념하여 다시 모였고, 파업이 종료되고 나서 얼마 후 사망한 마크 애슈턴을 기념하여 마크 애슈턴 기금을 설립했다.